# Lycaena nigrioreleus
Lycaena nigrioreleus är en fjärilsart som beskrevs av Ruggero Verity. Lycaena nigrioreleus ingår i släktet Lycaena och familjen juvelvingar. Inga underarter finns listade i Catalogue of Life.